# Điện ảnh Lào
Điện ảnh Lào (tiếng Lào: ภาพยนตร์ลาว) là tên gọi ngành công nghiệp Điện ảnh của nước Cộng hòa Dân chủ Nhân dân Lào từ 1976 đến nay.

## Lịch sử hình thành và phát triển

### Hãng phim
- Hãng phim hoạt hình Lào

### Phim nổi tiếng
- Bouadeng (1988)
- Chào Luang Prabang (2001)

### Nhà làm phim tên tuổi
- Som Ock Southiphonh

### Diễn viên nổi tiếng
- Khamly Philavong